# Erzbistum Daressalam
Das Erzbistum Daressalam (lat. Archidioecesis Daressalaamensis, Swahili Jimbo Kuu la Dar-es-Salaam) ist eine in Tansania gelegene römisch-katholische Erzdiözese mit Sitz in Daressalam.

## Geschichte
Das Erzbistum Daressalam wurde am 16. November 1887 durch Papst Leo XIII. aus Gebietsabtretungen des Apostolischen Vikariates Sansibar als Apostolische Präfektur Süd-Sansibar errichtet. Am 15. September 1902 wurde die Apostolische Präfektur Süd-Sansibar durch Leo XIII. zum Apostolischen Vikariat erhoben. Das Apostolische Vikariat Süd-Sansibar änderte am 10. August 1906 seinen Namen in Apostolisches Vikariat Daressalam. Am 12. November 1913 gab das Apostolische Vikariat Daressalam Teile seines Territoriums zur Gründung der Apostolischen Präfektur Lindi ab. Eine weitere Gebietsabtretung erfolgte am 3. März 1922 zur Gründung der Apostolischen Präfektur Iringa.
Am 25. März 1953 wurde das Apostolische Vikariat Daressalam durch Papst Pius XII. zum Erzbistum erhoben. Das Erzbistum Daressalam gab am 21. April 1964 Teile seines Territoriums zur Gründung des Bistums Mahenge ab. Am 7. März 2025 erfolgte eine weitere Gebietsabtretung zur Gründung des Bistums Bagamoyo.

## Ordinarien

### Apostolische Präfekten von Süd-Sansibar
- Bonifatius Fleschutz OSB, 1887–1891
- Maurus Hartmann OSB, 1894–1902

### Apostolische Vikare von Süd-Sansibar
- Cassian Spiß OSB, 1902–1905
- Thomas Spreiter OSB, 1906

### Apostolische Vikare von Daressalam
- Thomas Spreiter OSB, 1906–1920
- Joseph Gabriel Zelger OFMCap, 1923–1929
- Edgar Aristide Maranta OFMCap, 1930–1953

### Erzbischöfe von Daressalam
- Edgar Aristide Maranta OFMCap, 1953–1968
- Laurean Kardinal Rugambwa, 1968–1992
- Polycarp Kardinal Pengo, 1992–2019
- Jude Thadaeus Ruwa’ichi OFMCap, seit 2019